# Loda (Illinois)
Pour les articles homonymes, voir Loda.
Loda est un village situé dans le comté d'Iroquois, dans l’État de l’Illinois, aux États-Unis. Sa population s’élevait à 407 habitants lors du recensement de 2010, estimée à 397 habitants en 2016.

## Histoire
Loda dispose d’un bureau de poste depuis 1880. Le nom du village provient de Cath-Loda, un poème d’Ossian ,.

## Source
- (en) Cet article est partiellement ou en totalité issu de l’article de Wikipédia en anglais intitulé « Loda, Illinois » (voir la liste des auteurs).

1. ↑  « Iroquois County », Jim Forte Postal History (consulté le 21 juin 2015)
2. ↑  Henry Gannett, The Origin of Certain Place Names in the United States, U.S. Government Printing Office, 1905 (lire en ligne), p. 189
3. ↑  Illinois Central Magazine, Illinois Central Railroad Company, 1922 (lire en ligne), p. 45